# U-164 (1941)
| U-164                      | U-164 | U-164 |
| -------------------------- | --- | --- |
|                            | | |
|                            | | |
|                            | | |
| Під прапором               | Третій рейх | Третій рейх |
| Спуск на воду              | 1 травня 1941 року | 1 травня 1941 року |
| Виведений зі складу флоту  | 6 січня 1943 року | 6 січня 1943 року |
| Сучасний статус            | затоплений | затоплений |
| Проєкт                     | | |
| Тип ПЧ                     | Дизельний підводний човен | Дизельний підводний човен |
| Основні характеристики     | | |
| Швидкість (надводна)       | 17,9 вузла | 17,9 вузла |
| Швидкість (підводна)       | 7 вузлів | 7 вузлів |
| Робоча глибина занурення   | 100 м | 100 м |
| Гранична глибина занурення | 230 м | 230 м |
| Автономність плавання      | 63 милі (117 км) на швидкості 4 вузли (7,4 км/год) (у підводному положенні) 13 450 морських миль (24 910 км на швидкості 10 вузлів (19 км/год) (у надводному положенні) | 63 милі (117 км) на швидкості 4 вузли (7,4 км/год) (у підводному положенні) 13 450 морських миль (24 910 км на швидкості 10 вузлів (19 км/год) (у надводному положенні) |
| Екіпаж                     | 48 осіб | 48 осіб |
| Розміри                    | | |
| Довжина найбільша (по КВЛ) | 76,76 м | 76,76 м |
| Ширина корпусу найб.       | 6,76 м | 6,76 м |
| Висота                     | 9,6 м | 9,6 м |
| Середня осадка (по КВЛ)    | 4,70 | 4,70 |
| Водотоннажність надводна   | 1120 т | 1120 т |
| Озброєння                  | | |
| Артилерія                  | 1 × 88-мм палубна гармата SK C/32 | 1 × 88-мм палубна гармата SK C/32 |
| Торпедно- мінне озброєння  | 4 носових і два кормових ТА. 22 торпеди або 44 міни TMA чи 66 TMB | 4 носових і два кормових ТА. 22 торпеди або 44 міни TMA чи 66 TMB |
| ППО                        | 1 × 37-мм зенітна гармата SKC/30 2 × 20-мм зенітні гармати FlaK 30 | 1 × 37-мм зенітна гармата SKC/30 2 × 20-мм зенітні гармати FlaK 30 |

U-164 — німецький підводний човен типу IXC, часів Другої світової війни.
Замовлення на будівництво човна віддане 25 вересня 1939 року. Човен закладений на верфі «Deutsche Schiff und Maschinenbau AG» у Бремені 20 червня 1940 року під заводським номером 703, спущений на воду 1 травня 1941 року, 28 листопада 1941 року увійшов до складу 4-ї флотилії. Також за час служби перебував у складі 10-ї флотилії. Єдиним командиром човна був корветтен-капітан Отто Фехнер.
За час служби човен зробив 2 бойових походи, в яких потопив 3 судна (загальна водотоннажність 8 133 брт).
6 січня 1943 року потоплений у Південній Атлантиці північно-західніше Сеари, Бразилія (01°58′ пд. ш. 39°22′ зх. д. / 1.967° пд. ш. 39.367° зх. д.) глибинними бомбами американської Каталіни. 54 члени екіпажу загинули, 2 врятовані.

## Потоплені та пошкоджені кораблі[3]
| Назва            | Тип                | Належність | Дата           | Тоннаж (БРТ) | Вантаж                                           | Статус    | Місце                                                       |
| Stad Amsterdam   | суховантажне судно | Нідерланди | 25 серпня 1942 | 3 780        | 4 000 т генеральних вантажів та 300 мішків пошти | потоплено | 16°39′ пн. ш. 73°15′ зх. д. / 16.650° пн. ш. 73.250° зх. д. |
| John A. Holloway | суховантажне судно | Канада     | 6 вересня 1942 | 1 745        | 2 000 т будівельних матеріалів                   | потоплено | 14°10′ пн. ш. 71°30′ зх. д. / 14.167° пн. ш. 71.500° зх. д. |
| Brageland        | суховантажне судно | Швеція     | 1 січня 1943   | 2 608        | 4 750 т кави, шерсті, сиру та 60 т пошти         | потоплено | 00°19′ пн. ш. 37°26′ зх. д. / 0.317° пн. ш. 37.433° зх. д.  |